# Pyongyang Hardcore Resistance
Pyongyang Hardcore Resistance (eng. pjongjanški hardcore otpor) je sjevernokorejski dvojac, producenti ekstremne elektroničke glazbe.
Ovaj se dvojac predstavlja kao sjevernokorejski podzemni anarhistički pokret. Njihova glazba je prokrijumčarena iz Sjeverne Koreje preko podzemnih kontakta, i moguće je preuzimanje njihove glazbe s njihove MySpace stranice i mrežne izdavačke kuće Dramacore.
Ova se informacija nalazi na njihovoj MySpace stranici:
"Ovo je elektronička hardcore glazba od pjongjanškog podzemnog anarhističkog pokreta! Dobio sam ove pjesme na kazetama i CD-ima od mojih sjevernokorejskih izbjegličkih kontakta u Kini. Oni su pomogli u prokrijumčarenju ovoga materijala. PHR je glazbeni ekstremni elektronički dvojac iz Pyongyanga. Jedan od dvojaca se preselio u Sjevernu Koreju kod svoje obitelji i predstavio je hardcore techno svome prijatelju koji cijeli život živi u Sjevernoj Koreji. Ja nisam Pyongyang Hardcore Resistance, ili njegov član. Samo širim ovo kako bih svijetu dao do znanja kako se bori podzemni otpor! Moj indentitet i moji kontakti ostaju tajna s obzirom kako smo užasno paranoični zbog sjevernokorejskih doušnika! Ovo je "J*BI SE" iz sjevernokorejskog podzemlja upućeno korumpiranim vođama Kim Jong-ilu i Lee Myung-baku! Ovo je također "J*BI SE" južnokorejskoj i sjevernokorejskoj popularnoj glazbi koja pokušava održavati mnoštvo glupim i pokornim! Ovo je bassdrum istine izvezen za vas ravno iz Pyongyanga! Mir u ljudima, nasilje u glazbi!"

## Diskografija
Pyongyang Hardcore Resistance je objavio samo jedan EP:
- 2008. - Corea